# Hans Jacob Hansen
Hans Jacob Hansen (Bellinge, 10 augustus 1855 — Gentofte, 26 juni 1936) was een Deense carcinoloog, PhD en polemist.
Hansen werd geboren in Bellinge, in de buurt van Odense, als zoon van de boer Hans Hansen en zijn vrouw Kirsten Jakobsdatter. Van 1882 tot 1890 was hij getrouwd met de entomoloog Sofie Rostrup. In 1891 trouwde hij met Anna Elisabeth Rasmussen.
In 1875 werd Hansen student van de Odense Kathedraalschool en in 1879 behaalde hij een Magistersgraad (een academische graad in Denemarken en Noorwegen dat tussen een PhD en Master ligt) in de zoölogie. Hij behaalde zijn PhD in 1883.
Hansen was al in 1875 in dienst van het Zoölogisch Museum in Kopenhagen, en werkte als wetenschappelijk assistent bij de entomologische afdeling van het museum van 1885 tot 1910, toen hij ontslag nam uit protest omdat hij niet was gekozen als curator van het museum. Dankzij de verontwaardiging van internationale collega's ontving hij vanaf 1910 een pensioen dat hem de mogelijkheid gaf om door te gaan met wetenschappelijk onderzoek tot zijn dood. Hij nam deel aan het eerste jaar van de Ingolf-expeditie naar IJsland en Groenland in 1895.
Hansen heeft tal van wetenschappelijke werken gepubliceerd, de meeste in tijdschriften en reisverslagen in een tiental landen, maar hij heeft ook geschriften gepubliceerd waarin hij extreemrechts nationalistische en antisemitische meningen uitte, wat hem een controversieel figuur maakte. Zijn geschriften gingen onder andere over "Deense nationale wilsverdediging", polemieken over de Deense nationaliteit en identiteit, over de "Joodse kwestie" en over patriottisme. Hansen publiceerde bijvoorbeeld het sterk antisemitische pamflet Jødespørgsmaalet ("Joods Probleem") in 1923. Het boekje werd uitgegeven door de Deense Vereniging voor de beperking van buitenlandse elementen (die later de naam veranderde in Danskerligaen), wat in die tijd een van de meest antisemitische en extreemrechtse verenigingen in Denemarken was.
- Bibliothèque nationale de France: cb12375309j (data)
- CiNii: DA1610782X
- Gemeinsame Normdatei: 108086283
- International Standard Name Identifier: 0000 0000 8143 3035
- Library of Congress Control Number: n87130475
- Nationale Bibliotheek van Israël: 987007341898305171
- Nederlandse Thesaurus van Auteursnamen: 072737581
- Istituto Centrale per il Catalogo Unico: RMSV038605
- Système universitaire de documentation: 086876880
- Trove: 859514
- Virtual International Authority File: 3711149108455268780003